# Arsenico e vecchi merletti
Arsenico e vecchi merletti (Arsenic and Old Lace) è un film del 1944 diretto da Frank Capra e basato sull'omonima commedia di Joseph Kesselring. Il copione è stato adattato per il cinema da Julius J. e Philip G. Epstein.
È stato inserito nella lista AFI's 100 Years... 100 Laughs, come uno dei migliori film della commedia statunitense.

## Trama
È la sera di Halloween in un antico e signorile quartiere di Brooklyn. Lo scrittore Mortimer Brewster, ex scapolo convinto, torna a casa dalle zie Abby e Martha per raccontare del suo fresco matrimonio con Elaine Harper, ma scopre che le due amabili e anziane ziette "aiutano" i malcapitati che affettuosamente chiamano i "loro signori" - ossia gli inquilini ai quali affittano una camera - a lasciare la vita con un sorriso sulle labbra, offrendo loro del vino di sambuco corretto con un miscuglio di veleni, seppellendoli poi nella cantina di casa dove il fratello di Mortimer, Teddy (che crede di essere Theodore Roosevelt), scava e ricopre di continuo nuove buche per occultare i cadaveri, oramai arrivati al numero di dodici.
Deciso a porre fine alla pazzia delle due zie e del fratello, Mortimer cerca di far internare Teddy in una casa di cura, ma i suoi piani vengono sconvolti dall'arrivo del fratello Jonathan, un efferato pluriomicida (somigliante all'attore Boris Karloff) i cui lineamenti sono stati rovinati a seguito di numerosi interventi di chirurgia plastica. Anche Jonathan, che è accompagnato dal suo fidato amico, il dottor Einstein, ha un cadavere di cui disfarsi, il sig. Spenalzo, e tenta di seppellirlo nella cantina cercando di eliminare anche Mortimer.
Ormai credutosi l'ultimo erede di una famiglia di pazzi, Mortimer tenta di allontanare da sé Elaine per il timore di farle del male ma, poco prima del ricovero di Teddy in manicomio, le due zie (che si sono convinte a seguire Teddy nella casa di cura) rivelano a Mortimer di essere il figlio illegittimo di una domestica che era andata a lavorare in casa Brewster poco prima che egli nascesse.
Colmo di felicità per la scoperta di non portare nel sangue il seme della follia, Mortimer annuncia la notizia alla moglie e all'autista di un taxi fuori di casa, il quale, incredulo, ribatte sardonico: "E io non sono un autista, sono una caffettiera!".

## Il film
Arsenico e vecchi merletti è il fedele adattamento di un grande successo teatrale di Broadway di Joseph Kesselring. Girato nel 1941, sospeso in seguito all'entrata in guerra degli Stati Uniti, poté essere presentato al pubblico soltanto nel 1944, quando terminarono le rappresentazioni a Broadway della commedia. Capra, mantenendo l'unità di luogo e parte del cast teatrale, ambientò tutto il film in casa Brewster, avvalendosi di una scenografia che ricostruisce, in pochi metri di studio, la prospettiva del cimitero, della villetta, del ponte di Brooklyn e dello sfondo di Manhattan. Il film è lontanissimo dalle preoccupazioni ideologiche di Frank Capra, ma rivela la sua straordinaria abilità nel dirigere gli attori, soprattutto uno scatenatissimo Cary Grant e i due personaggi "terrificanti", il dottor Einstein (Peter Lorre) e lo psicopatico Jonathan (per cui il regista avrebbe voluto Boris Karloff, che interpretava il personaggio nella commedia teatrale) ma che sostituì con Raymond Massey, truccato con un make up ispirato a Karloff nel film Frankenstein (1931).

## Doppiaggio italiano
È uno dei pochi film in cui Cary Grant non viene doppiato dal suo doppiatore più assiduo e duraturo, Gualtiero De Angelis. La versione italiana presenta una breve sequenza doppiata da voci completamente diverse dal resto del film. Il film è uscito sugli schermi italiani nel 1946.